# Alpheus kuroshimensis
Alpheus kuroshimensis is een garnalensoort uit de familie van de Alpheidae. De wetenschappelijke naam van de soort is voor het eerst geldig gepubliceerd in 2005 door Nomura & Anker.